# Aeroporto Internazionale di Phnom Penh
L'Aeroporto Internazionale di Phnom Penh (IATA: PNH, ICAO: VDPP) (in khmer អាកាសយានដ្ឋានអន្តរជាតិភ្នំពេញ, in francese Aéroport International de Phnom Penh), precedentemente noto come Aeroporto Internazionale di Pochentong, è il più esteso aeroporto della Cambogia, nonché il secondo per traffico passeggeri del paese dopo l'Aeroporto Internazionale di Siem Reap-Angkor. Si trova sul Russian Federation Boulevard a 9 km dal centro della capitale Phnom Penh.

## Storia
Fu costruito nel 1964.

## Statistiche
Questo grafico non è disponibile a causa di un problema tecnico.
Si prega di non rimuoverlo.
Vedi la query Wikidata di origine.